# Estróbilo (fortaleza)

Temas bizantinos em 950, mostrando o Tema Cibirreota em verde na parte sul da Anatólia.

Estróbilo (em grego: Στρόβιλος; romaniz.: Stróbilos), moderna Aspat ou Çıfıt Kalesı, foi uma fortaleza do período bizantino no sudoeste da costa anatólia, em frente à ilha de Cós e próxima da moderna Bodrum, na Turquia. É mencionada pela primeira vez em 724, tornando-se uma das poucas localidades anatólias conhecidas a ser estabelecida durante o começou da Idade Média e, portanto, de acordo com o pesquisador Clive Foss, "poderia revelar a aparência de um sítio distintivamente bizantino".
É melhor conhecido como um lugar de exílio, bem como uma importante fortaleza e base naval do tema Cibirreota, que foi duas vezes atacada pelos árabes, em 924 e 1035. A existência de um mosteiro no sítio é também atestado no século XI. A fortaleza foi saqueada pelos turcos seljúcidas ca. 1080, mas foi recuperada e refortificada sob os imperadores Comnenos. Permaneceu em mãos bizantinos até 1269, quando foi capturada pelo Beilhique de Mentexe.